# 5394 Jurgens
5394 Jurgens (1986 EZ1) là một tiểu hành tinh vành đai chính được phát hiện ngày 6 tháng 3 năm 1986 bởi E. Bowell ở Flagstaff.